# Cheney Racing
Cheney Racing ist ein englischer Hersteller von Spezialmotorrädern, Tuner und Hersteller von Motorradteilen für den Renneinsatz.

## Geschichte

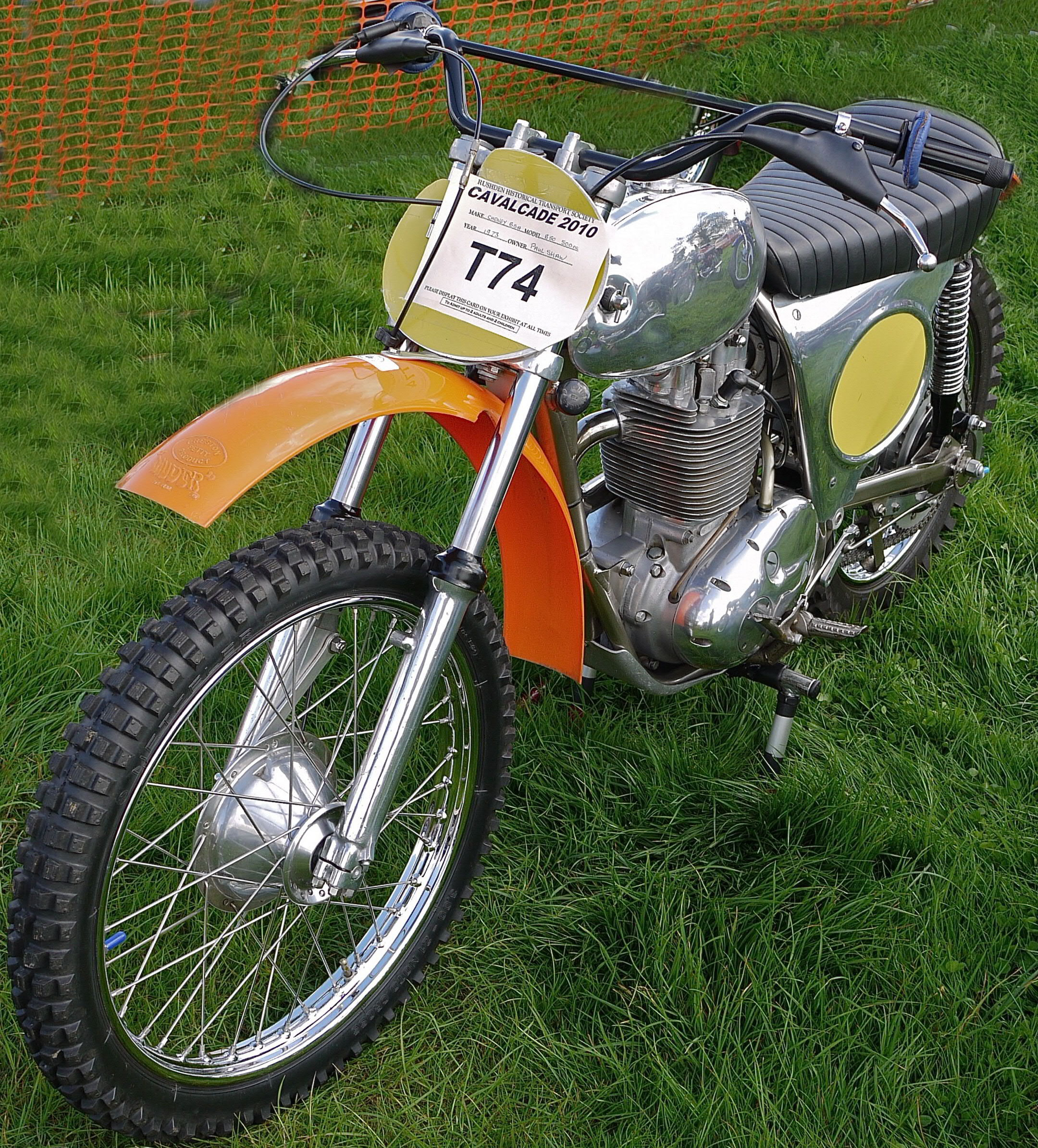
Cheney BSA 500 von 1973

Das Unternehmen wurde 1964 von dem Rennfahrer, Ingenieur und Motorradmechaniker Eric Cheney (* 4. Januar 1924; † 30. Dezember 2001) gegründet.
Cheney war bis zu Beginn der 1950er Jahre ein erfolgreicher Crossfahrer, der seine eigenen Serienmaschinen und die seines Kollegen Les Archer, der unter anderem 1956 die FIM Motocross Europameisterschaft gewonnen hatte, stark modifizierte.
Ende der 1960er Jahre entwickelte er rund um die Gold Star von BSA, damals der weltgrößte Hersteller von Motorrädern, einen extrem leichten und innovativen Rahmen. John Banks gewann mit einer Cheney BSA die britischen Meisterschaften. Bei der Internationalen Sechstagefahrt 1970 und 1971 konnte Cheneys Maschinen auf Basis von Triumph Erfolge erzielen. Neben Rennfahrern erfreuen sich die Modelle bis heute auch großer Beliebtheit bei Enthusiasten wie dem Schauspieler Steve McQueen.
Trotz der immer stärker werdenden Dominanz japanischer Modelle bediente sich Eric Cheney immer nur britischer Hersteller, die zunehmend ein Nischendasein fristeten. Überwiegend modifizierte er BSA Modelle. Trotz der Erfolge lehnte das Unternehmen eine offizielle Zusammenarbeit oder Kooperation mit ihm ab. Cheney wurde nie direkt von BSA mit Teilen versorgt oder erhielt Zugang zu Plänen, so dass er alle Teile regulär zukaufen musste. Erst nachdem er sein Unternehmen an seinen Sohn übergeben hatte, begann dieser in den 1980er Jahren auch Rahmen, Kits und Bausätze für japanische und europäische Marken anzubieten. Nach eigenen Angaben sind rund 400 Stunden Handarbeit nötig, bevor ein Cheney Motorrad fertig ist. Die Rahmenbausätze aus dem Beginn der Firmengeschichte sind auch heute noch auf Bestellung zu erhalten.